# Encino (Los Angeles)

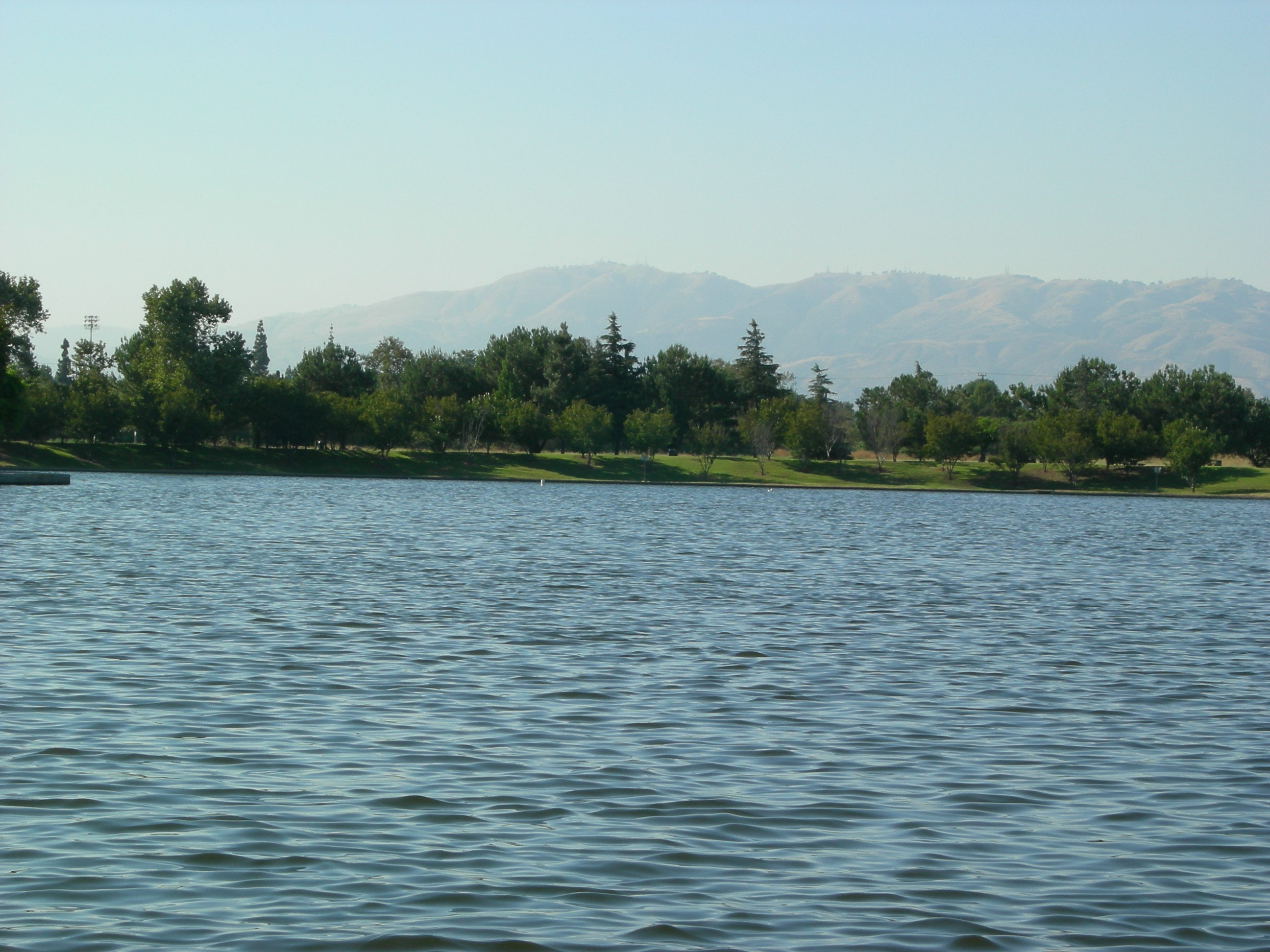
Il lago artificiale Balboa, ad Encino

Encino è un quartiere di Los Angeles che si estende nella parte meridionale della San Fernando Valley.

## Storia
Il nome deriva dal Rancho Los Encinos (il Ranch delle Querce), una piccola porzione di territorio passata a tre missioni rette da nativi americani dopo l'abbandono dei territori occupati dal governo spagnolo all'inizio del XIX secolo.